# Fritz Schrödter

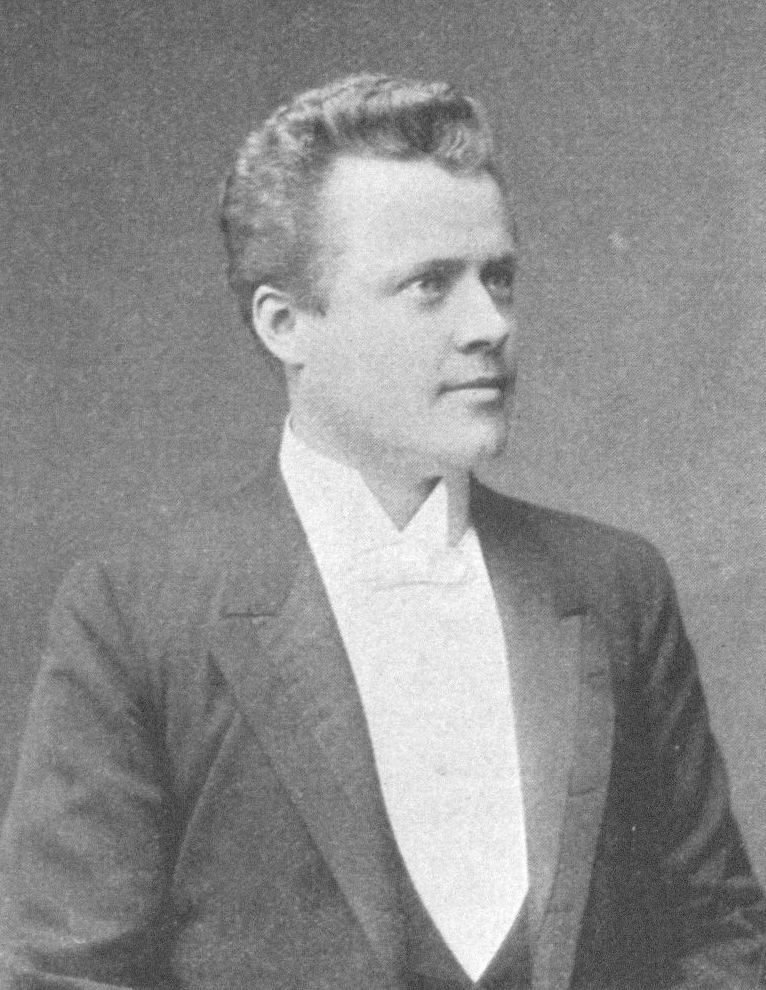
Fritz Schrödter, 1900

Fritz Schrödter (* 15. März 1855 in Leipzig; † 15. Januar 1924 in Wien) war ein deutscher Operetten- und Opernsänger (Tenor).

## Leben
Fritz Schrödter wollte ursprünglich Maler werden und besuchte die Kunstakademie in Düsseldorf, der Wunsch ans Theater überstieg aber dann dieses Interesse und so trat er in den Chor des Kölner Theaters ein. Er studierte in Köln und nach Auftritten in Hamburg und Bremen kam er nach Berlin ans Friedrich-Wilhelmstädtische Theater, wo sein Tenor entdeckt wurde.
Auf Anregung von Johann Strauss kam er als Operettensänger ans Deutsche Theater in Budapest, von wo aus er schließlich ans Theater an der Wien engagiert wurde. Nachdem er 1877 Mitglied des Ringtheaters geworden war, folgte er einem Ruf ans Deutsche Landestheater nach Prag. Hier debütierte er als Morasquin in Giroflé-Girofla und sang anfänglich nur in Operetten, doch fiel seine Stimme dem Direktor des Hauses auf, der ihn in der Folge immer häufiger wichtigere Opernpartien singen ließ.
1885 trat Schrödter als Gast an der Wiener Hofoper auf und wurde im selben Jahr Mitglied der Hofoper, der er bis 1915 angehörte. Für seine Leistungen erhielt er den Titel Kammersänger, 1910 wurde er zum Ehrenmitglied der Wiener Hofoper ernannt. Um die Jahrhundertwende war er im Besitz einer schönen Villa in Prein an der Rax, der späteren „Villa Hermannswörth“.
Ab 1920 war Schrödter in zweiter Ehe mit der zuvor an der Wiener Hofoper tätigen Tänzerin Helene Krauss (1873–1951) verheiratet.
Schrödter starb acht Wochen vor seinem 69. Geburtstag am 15. Januar 1924 in Wien und fand auf dem evangelischen Simmeringer Friedhof (VIII, Av. 51/52) seine letzte Ruhestätte.

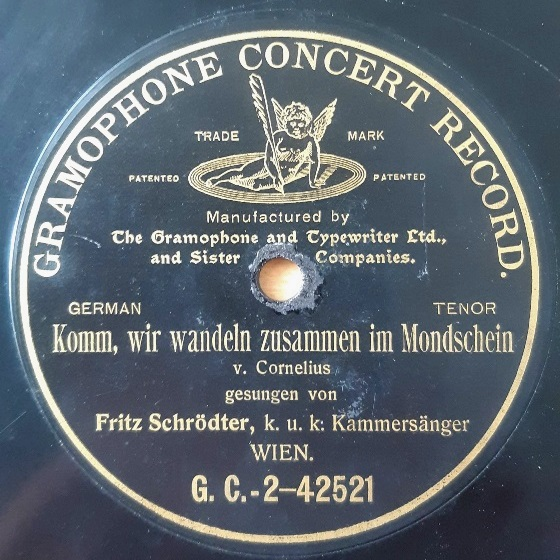
Schallplatte von Fritz Schrödter (Wien 1902)

Von ihm gibt es Schallplatten auf G&T (Wien 1902) und Gramophone (Wien 1909–10).

## Rollen (Auswahl)
- Morasquin – Giroflé-Girofla (Charles Lecocq)
- Max – Der Freischütz (Carl Maria von Weber)
- Loge – Das Rheingold (Richard Wagner)
- Turridu – Cavalleria rusticana (Pietro Mascagni)
- Canio – Pagliacci (Ruggero Leoncavallo)
- Pinkerton – Madama Butterfly (Giacomo Puccini)
- David – Die Meistersinger von Nürnberg (Richard Wagner)
- Don Ottavio – Don Giovanni (Wolfgang Amadeus Mozart)
- Herzog – Rigoletto (Giuseppe Verdi)